# Dictadura
Una dictadura representa un sistema de gobierno autocrático, en el que el poder se concentra en manos de un único líder o de un grupo reducido de individuos, que actúan con restricciones mínimas o nulas, y con escasa tolerancia hacia el pluralismo político o la libertad de prensa. Esta forma de gobierno se caracteriza por la centralización de la autoridad política en torno a un dictador, que dirige los asuntos del Estado a través de un grupo muy unido de élites, que incluye asesores, generales militares y otros altos cargos. El dictador se aferra al poder gestionando estratégicamente las relaciones dentro de este círculo íntimo y reprimiendo al mismo tiempo cualquier forma de disidencia u oposición. Esta oposición puede manifestarse en forma de facciones políticas rivales, insurgencias armadas o incluso disidencia en las filas de los propios partidarios del dictador.
Las dictaduras surgen por diversos medios, incluidos los golpes de Estado que desmantelan por la fuerza los gobiernos existentes o mediante autogolpes, en los que líderes elegidos democráticamente manipulan el panorama político para consolidar su gobierno indefinidamente. La naturaleza de la dictadura puede ser autoritaria o totalitaria, con clasificaciones que abarcan dictaduras militares, sistemas de partido único, dictaduras personalistas y monarquías absolutas. El propio término «dictadura» tiene sus raíces en la República romana, y denota una asignación temporal de poder absoluto para hacer frente a situaciones de emergencia. Históricamente, el concepto evolucionó, apareciendo los primeros casos de dictaduras militares en el Japón de la era posclásica —el sogunato—, y en Inglaterra bajo el gobierno de Oliver Cromwell.
La evolución de las dictaduras modernas comenzó en el siglo XIX, marcada por la aparición del bonapartismo en Europa y el auge de los caudillos en América Latina. El siglo XX fue testigo de la proliferación de dictaduras fascistas y comunistas en toda Europa, y de filiación capitalista anticomunista en América Latina. El fascismo fue erradicado tras la Segunda Guerra Mundial en 1945 —excepto en España—, mientras que el comunismo se expandió por todo el mundo, manteniendo su influencia hasta la conclusión de la Guerra Fría en 1991. Esta época también vio el advenimiento de dictaduras personalistas en África y dictaduras militares en América Latina, especialmente durante las décadas de 1960 y 1970. En la era posterior a la Guerra Fría se produjo inicialmente un auge de la gobernanza democrática en todo el mundo, aunque persistieron varias dictaduras, especialmente en África y Asia.
A principios del siglo XXI, los Estados democráticos superaron en número a los regímenes autoritarios. Sin embargo, las consecuencias de la crisis financiera mundial de 2008 catalizaron un «retroceso democrático» que redujo el atractivo del modelo democrático occidental en todo el mundo. En 2019, los gobiernos autoritarios habían vuelto a superar a las democracias. A pesar de los esfuerzos de las dictaduras por imitar los procesos democráticos, como la celebración de elecciones para fingir legitimidad o incentivar a los miembros del partido gobernante, estas elecciones carecen de auténtica competitividad. La estabilidad de una dictadura depende de la coerción y la represión política, restringiendo el acceso a la información, vigilando a la oposición y empleando la violencia. Sin una represión eficaz de la oposición, las dictaduras corren el riesgo de derrumbarse mediante golpes de Estado o revoluciones.

## Etimología

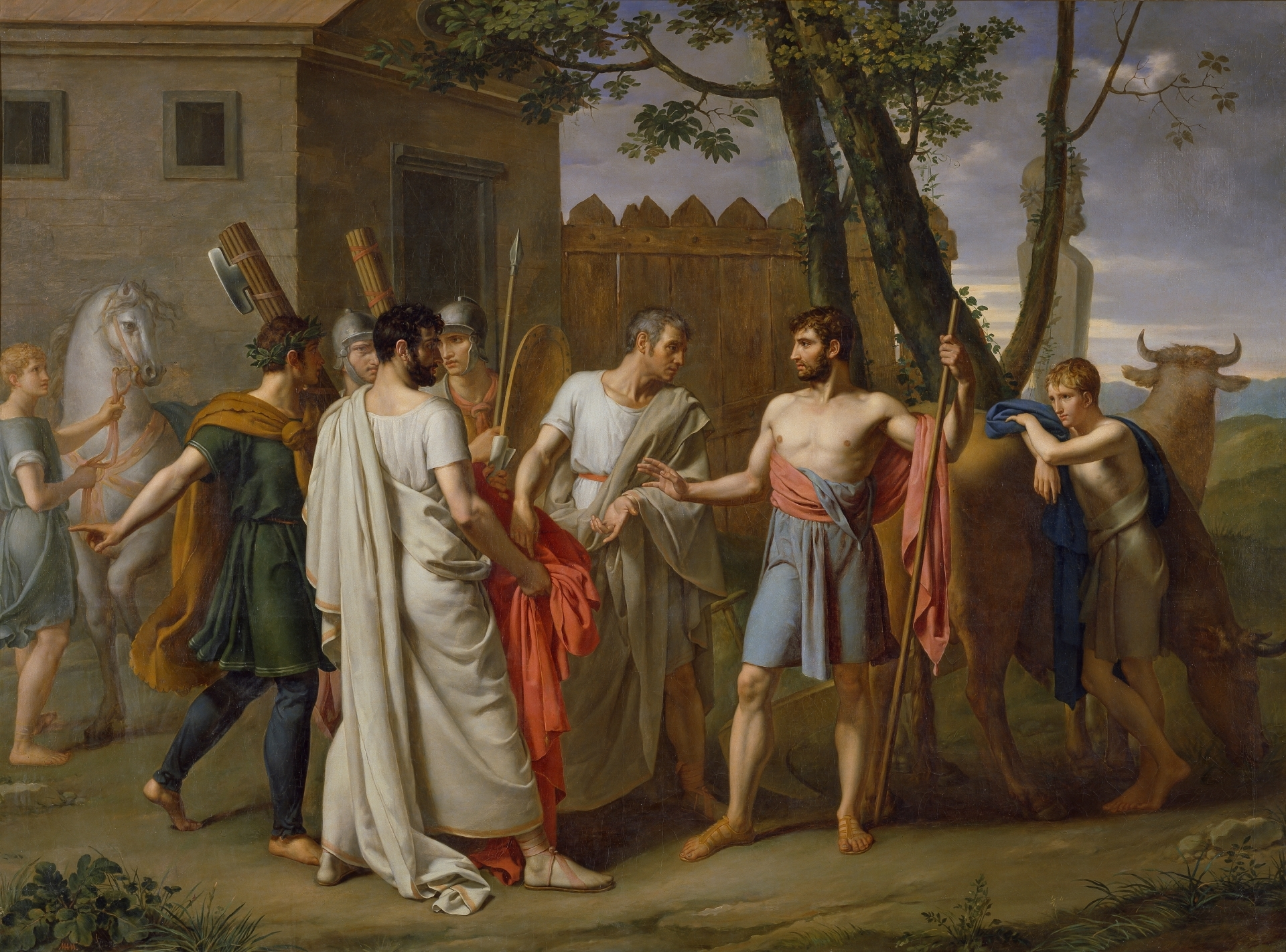
Cincinato abandona el arado para dictar leyes a Roma.

La palabra «dictador» proviene de la palabra clásica latina dictātor, sustantivo agente de dictare (dictāt- pasado participio de dictāre dictate v.+ -or -or sufijo). Durante la República romana, un dictador era un magistrado temporalmente investido con poder absoluto, para atender emergencias militares o tareas excepcionales.  A diferencia de los dictadores modernos, y de las acepciones más conocidas, tenía importantes limitaciones a su poder. Este cargo fue suprimido formalmente tras la muerte de Julio César.

## Definición
El politólogo español Jaume Colomer ha dividido los sistemas políticos en dos grandes grupos: los «sistemas de consenso» que se basan en «la existencia de una aceptación, o cuando menos, de una tolerancia social generalizada frente al poder establecido» (cuya «concreción más avanzada [sería] el Estado social y democrático de Derecho») y los «sistema de coerción» (también llamados autoritarios) que se basan, «fundamentalmente, en el uso de la fuerza para la preservación de sus estructuras, quedando la creación de consenso en un plano subordinado, cuando no pura y simplemente inexistente». Colomer señala que los «sistemas de coerción han sido ampliamente dominantes a lo largo de la Historia en todas las áreas geográficas», con muy pocas excepciones. La dictadura sería la forma moderna que habrían adoptados estos. Por su parte Sergei Guriev y Daniel Treisman califican como dictadura «cualquier gobierno no democrático», por lo que sería «sinónimo de autoritarismo y autocracia».

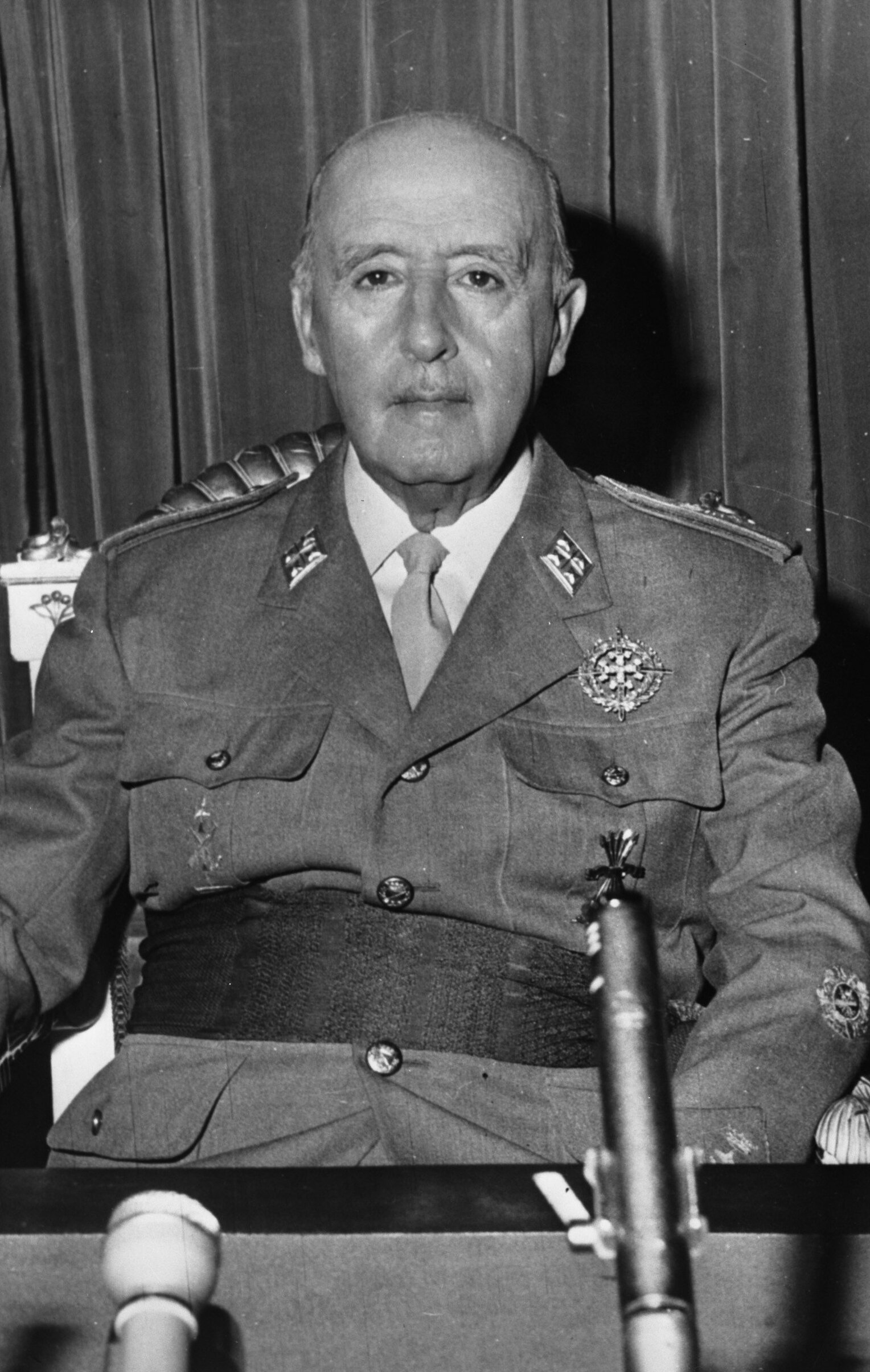
El general Francisco Franco en 1969. El autoproclamado «Caudillo de España», fue uno de los dictadores más longevos del. Ostentó el poder desde 1936-1939 hasta su muerte en 1975.

Ha sido después de la Segunda Guerra Mundial cuando se ha discutido más intensamente sobre el concepto de dictadura entre historiadores y politólogos, llegando a la conclusión de que se trataría de una forma de gobierno en la cual el poder absoluto se concentra en las manos de un líder (comúnmente identificado como un dictador) o una «pequeña camarilla» u «organización gubernamental». Por otro lado, la democracia, que generalmente se contrapone al concepto de dictadura, se define como una forma de gobierno donde la supremacía pertenece a la población y los gobernantes llegan al poder mediante elecciones competitivas. Colomer la define como «el gobierno consentido mediante el principio representativo, el sufragio general, las elecciones competitivas y las garantías de derechos». Guriev y Tresiman como «un Estado cuyos líderes políticos son elegidos en elecciones libres y justas, en las que todos —o casi todos— los ciudadanos adultos tienen derecho a votar. En una democracia liberal, a las elecciones libres se suman el Estado de derecho, unas libertades civiles protegidas por la Constitución y controles y equilibrios institucionales».
También ha sido objeto de análisis y de debate entre los politólogos y los historiadores un tipo específico de dictadura: los totalitarismos que se desarrollaron en el siglo XX, marcando  el comienzo de una nueva era política. Jaume Colomer ha destacado que las diferencias entre autoritarismo y totalitarismo no eran «de grado, sino de cualidad en la medida en que es posible establecer una diferencia de intencionalidad entre uno y otro sistema: el autoritarismo se propone el sometimiento de la sociedad; el totalitarismo busca la conformación de la sociedad... a un determinado sistema de valores, de comportamientos y de adhesión. Allí donde el autoritarismo se detiene, una vez eliminado cualquier riesgo para la estabilidad del sistema, el totalitarismo sigue persiguiendo unas finalidades que no son ya tan sólo la eliminación de la disidencia, sino la consecución de unos objetivos de ingeniería social cuyo fin es la transformación de las estructuras mismas de la sociedad, incluso en sus niveles de mayor privacidad, para adaptarlas a un determinado referente ideológico fuerte». En una línea similar el politólogo español Juan José Linz ha afirmado que mientras que un régimen autoritario busca sofocar la política y la movilización política, uno totalitario busca controlar la política y la movilización política. Otros autores han señalado que en los totalitarismos el gobierno tiene un «control total de las comunicaciones de masas y las organizaciones sociales y económicas». Según Hannah Arendt, el totalitarismo sería una nueva y extrema forma de dictadura compuesta de «individuos aislados y atomizados».

## Tipos de dictaduras
| Democracias plenas 9–10 8–8.99 | Democracias imperfectas 7–7.99 6–6.99 | Regímenes híbridos 5–5.99 4–4.99 | Regímenes autoritarios 3–3.99 2–2.99 0–1.99 |

Mapa del Índice de Democracia por The Economist 2022.
Democracias plenas
9–10
8–8.99
Democracias imperfectas
7–7.99
6–6.99
Regímenes híbridos
5–5.99
4–4.99
Regímenes autoritarios
3–3.99
2–2.99
0–1.99

Según Barbara Geddes, un gobierno dictatorial puede clasificarse en cinco tipologías: dictadura militar, dictadura de partido único, dictadura personalista, dictaduras monárquicas y dictadura híbrida (esta última combina elementos de las dictaduras personalistas, de partido único y militares). Por su parte Jaume Colomer propone seis «formas de gobierno autoritarias»: tradicionalistas, teocráticas, regímenes militares, regímenes cívico-militares, de partido único y de base étnica. Más recientemente Sergei Guriev y Daniel Treisman han propuesto agruparlas en dos grandes tipos: las «dictaduras del miedo» (fear dictatorship), que incluirían a las dictaduras «clásicas», y las «dictaduras de la manipulación» (spin dictatorship), que serían las «nuevas dictaduras» surgidas a partir de las dos últimas décadas del siglo XX y que han proliferado en el siglo XXI.

### Dictaduras monárquicas (formas de gobierno tradicionalistas)

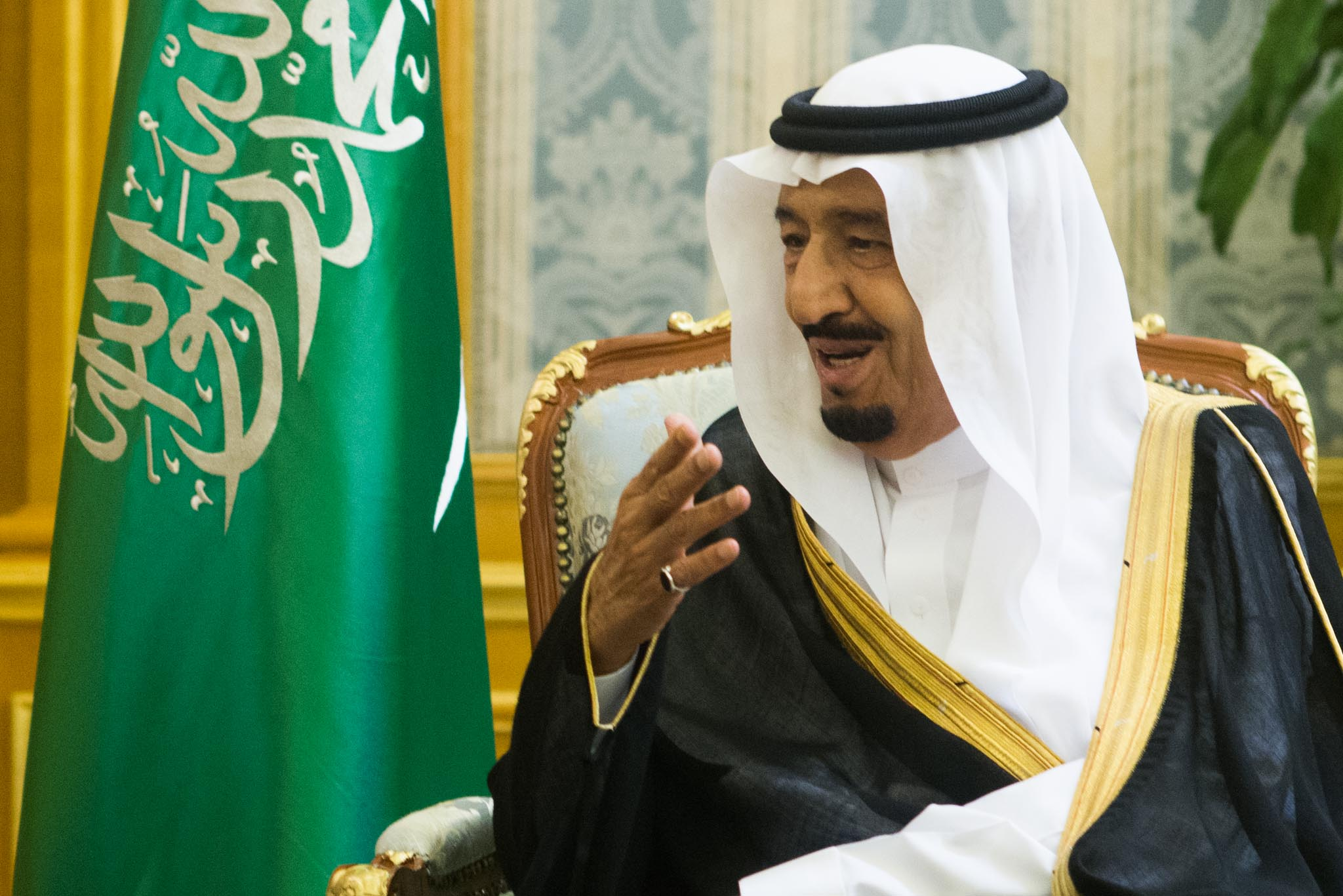
Salmán bin Abdulaziz]. Arabia Saudí constituye un claro ejemplo de dictadura monárquica.

Según Jaume Colomer, en las «formas de gobierno tradicionalistas» «el sistema político fundamenta toda su legitimidad en la preservación de estructuras tradicionales (más o menos reales o presentadas como tales), casi siempre bajo formas hereditarias (monarquías, emiratos, sultanatos, etc.)» y se caracteriza por la «concentración ejecutiva y legislativa (enmascarada o no esta última por la existencia de algún órgano consultivo) en manos del monarca o figuras asimilables, basado en el apoyo del clan dinástico»; la «difusión de una ideología de preservación de elementos supuestamente constitutivos del cuerpo social que hunden sus raíces en la historia (la defensa de la tradición religiosa suele constituir, en estos casos, un elemento no determinante pero sí relevante); y el «carácter elemental del sistema institucional, normalmente reducido a la existencia de asambleas de notables». Por otro lado, se ha destacado que las élites en las dictaduras monárquicas son típicamente miembros de la familia real.
Los ejemplos más claros de dictaduras monárquicas son Arabia Saudí y los Emiratos del Golfo Pérsico, mientras que Marruecos y Jordania «presentan aspectos diferenciados en la medida en que han adoptado formas pseudoparlamentarias y han abierto el juego político hasta los límites de una oposición básicamente colaboracionista o, al menos, bajo control».

### Dictaduras teocráticas

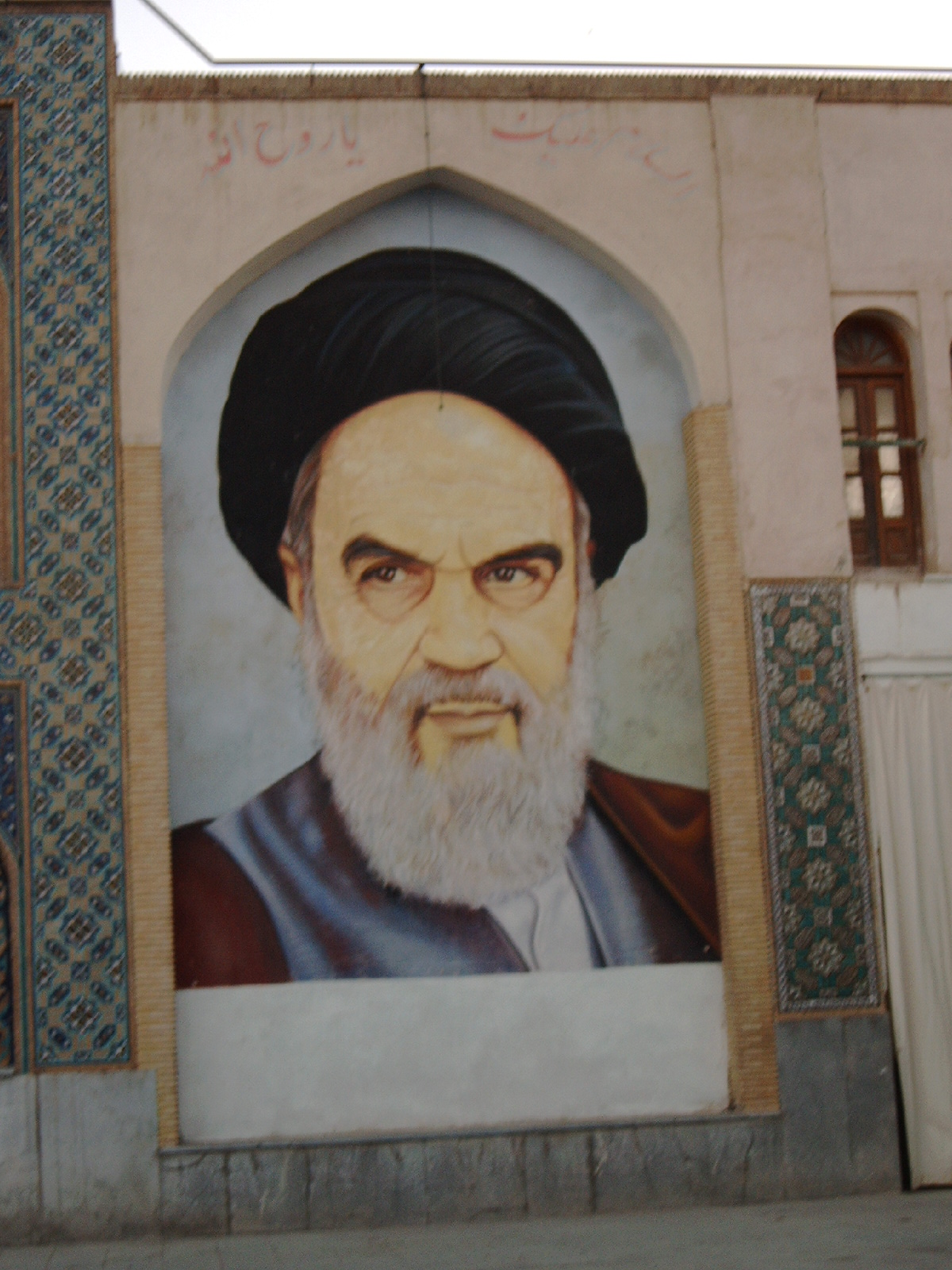
Pintura mural con el rostro del ayatolá Jomeini, fundador de la República Islámica de Irán.

Según Jaume Colomer, las formas de gobierno teocráticas son aquellas en las que los poderes religiosos ostentan la supremacía institucional, «bien absorbiendo el poder político, bien supeditándolo a él con claridad». Sin embargo, este politólogo advierte que «para poder hablar propiamente de poder teocrático, no basta con el hecho de que la defensa de las tradiciones religiosas llegue a constituir el referte ideológico fuerte del sistema», como sería el caso de Sudán o de Pakistán. Por esta razón es difícil encontrar en la actualidad ejemplos claros de teocracias. El caso más cercano podría ser la República Islámica de Irán instaurada en 1979, pero su estructura de poder es «bicéfala», «manteniendo lo político y lo religioso una delimitación relativamente clara». Una estructura similar presenta el Emirato Islámico de Afganistán. «En realidad, la única teocracia propiamente dicha que ha llegado hasta el siglo XX ha sido el régimen lamanista tibetano», hasta la anexión del Tíbet por la República Popular China en 1950-1951, puntualiza Colomer.

### Dictaduras militares

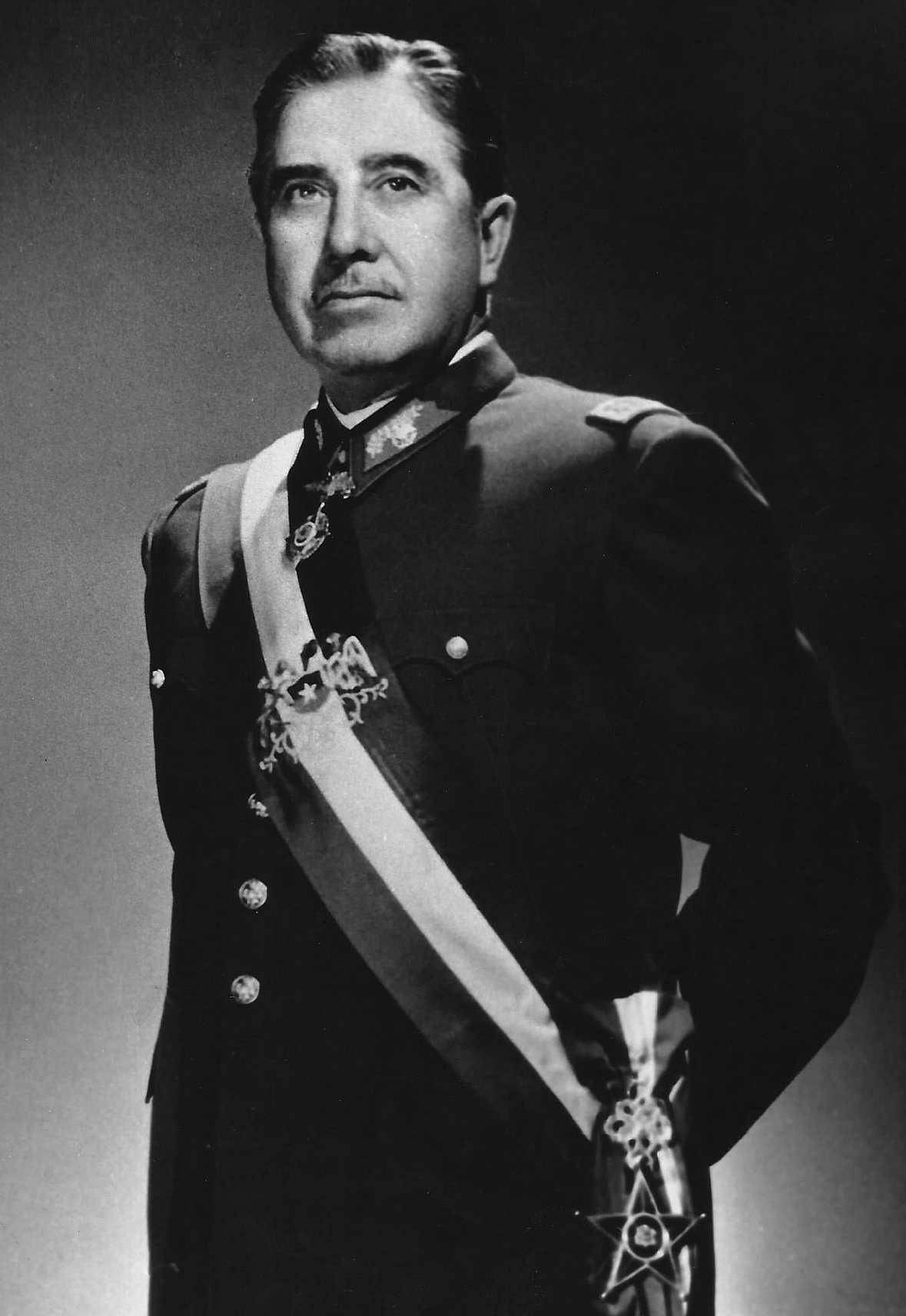
Foto oficial del dictador chileno Augusto Pinochet.

Se considera el tipo de dictadura más simple y más abiertamente coercitivo ya que sus dirigentes proceden del ejército, la institución coercitiva por excelencia. Se caracterizan por una escasa o nula institucionalización, el uso brutal y sistemático de la represión, la presencia subordinada de civiles en cargos políticos y la apelación a las justificaciones ideológicas (anticomunismo, defensa de la «civilización occidental» o de los valores tradicionales «en peligro», etc.) Se suelen distinguir dos variables: la personalista (el poder lo detenta un único militar indiscutido) o la colegial (en la que el poder es detentado por una «junta» o «directorio», en el que el liderazgo puede ser rotatorio). Ejemplos de la primera variable son la dictadura de Francisco Franco en España, la dictadura de Augusto Pinochet en Chile, la dictadura de Alfredo Stroessner en Paraguay, la   dictadura de Humberto de Alencar Castelo Branco en Brasil, la de Hugo Banzer en Bolivia o las de Omar Torrijos y Manuel Antonio Noriega en Panamá. El ejemplo más representativo de la segunda variable son las Juntas Militares de Argentina.

#### Dictadura cívico-militar

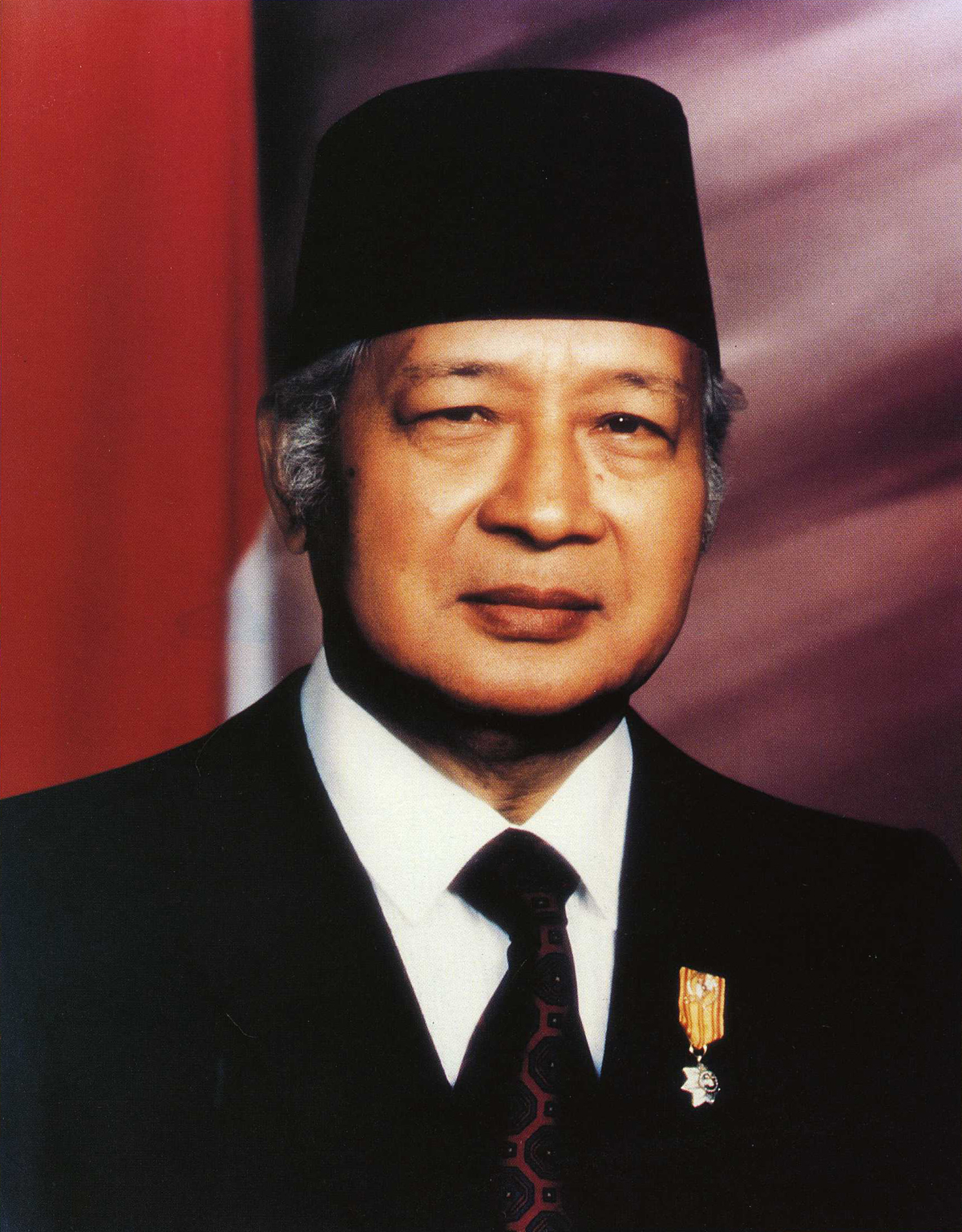
Retrato oficial del dictador indonesio Suharto (1963).

Algunos autores distinguen los regímenes cívico-militares de las dictaduras militares propiamente dichas porque en los primeros la dominación de las Fuerzas Armadas no se presenta en exclusiva sino que es compartida por elementos civiles. Según Jaume Colomer, se pueden distinguir tres situaciones:
- Regímenes de junta cívico-militar. Los militares y los civiles comparten el vértice del poder conjuntamente. Puede existir un cierto juego político interno pero siempre bajo la indiscutible hegemonía militar. Ejemplo: la Dictadura cívico-militar de Uruguay que encabezó Juan María Bordaberry.
- Regímenes de junta civil con garantía militar. La institución militar, iniciadora del régimen generalmente mediante un golpe de Estado, regresa a los cuarteles para dar paso a personal civil, cuya actuación estará permanentemente bajo la influencia de aquella. A veces en la junta civil también participan militares e incluso pueden llegar a presidirla, como en los casos de Argelia o la Indonesia de Suharto.
- Regímenes de «democracia vigilada». «Pese al funcionamiento aparentemente normal de instituciones democrático-representativas, la institución militar constituye un poder de reserva que se pone de manifiesto, en ocasiones de crisis, con un intervencionismo político, directo o indirecto, determinante. Es el caso paradigmático de Turquía, Malasia o, con matices, Egipto».[24]

### Dictaduras de partido único

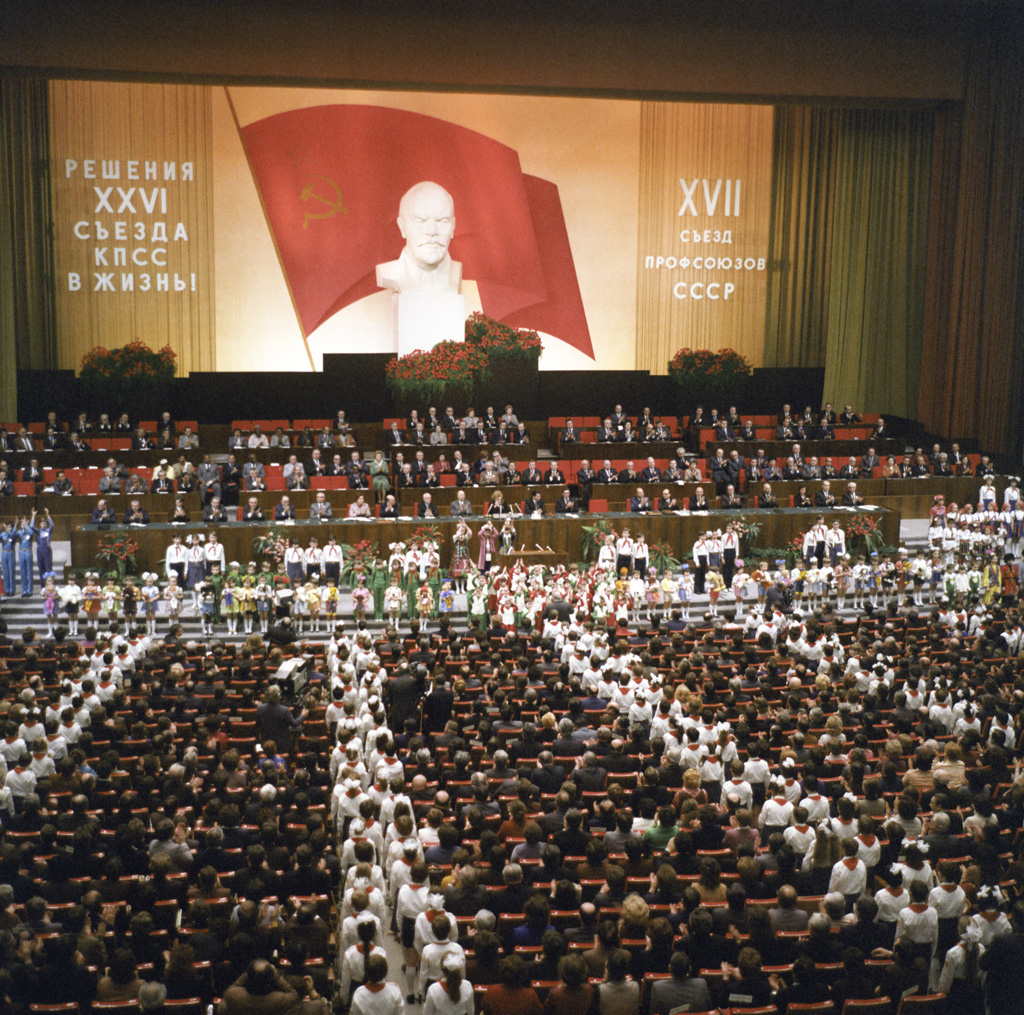
Una asamblea en el Palacio Estatal del Kremlin en Moscú, Unión Soviética.

Este tipo de dictaduras se caracterizan por la existencia de un único partido político que controla el poder del Estado. En alguna ocasión otros partidos pueden existir legalmente, competir en elecciones e incluso ocupar escaños legislativos, pero el verdadero poder político recae en el partido dominante. En las dictaduras de partido único, las élites del poder son típicamente miembros del cuerpo gobernante del partido, a veces llamado el «comité central» o «politburó». Este grupo de individuos controla la selección de los funcionarios del partido y «organiza la distribución de beneficios a los simpatizantes y moviliza a los ciudadanos para votar y mostrar su apoyo a los líderes del partido».
Durante la Guerra Fría, las dictaduras de partido único se volvieron predominantes en Asia y Europa Oriental con la instalación de gobiernos comunistas en varios países. En algunos países de África también se desarrolló el unipartidismo durante la descolonización en los años 60 y 70, muchos de los cuales derivaron a regímenes autoritarios.
El politólogo español Jaume Colomer propone distinguir tres situaciones:
- El partido-Estado, que sería el caso paradigmático de los totalitarismos. El partido subordina al Estado hasta tal punto que se confunde con él, convirtiéndose de hecho en el Estado mismo. Tras los casos de la Alemania nazi, la Italia fascista y la Unión Soviética, en la actualidad solo se puede citar un único ejemplo: la Corea del Norte de la saga de Kim Il-sung.
- El partido de control de masas. Una situación muy próxima a la del «partido-Estado», en la que el partido único tiene como función preferente el control social. Según Colomer, «esta forma de Gobierno participa de elementos propios del totalitarismo y vendría a ser una forma menos acabada del mismo». Los casos más significativos son el Partido Comunista de China en la República Popular de China y el Partido Comunista de Cuba en la Cuba castrista y postcastrista.
- El partido fachada. Es una situación, frecuente en las dictaduras militares, en la que el partido único constituye solo una fachada del poder, sin un papel relevante en la toma de decisiones, como ocurrió con el Movimiento Nacional en la Dictadura de Francisco Franco.

### Dictaduras personalistas

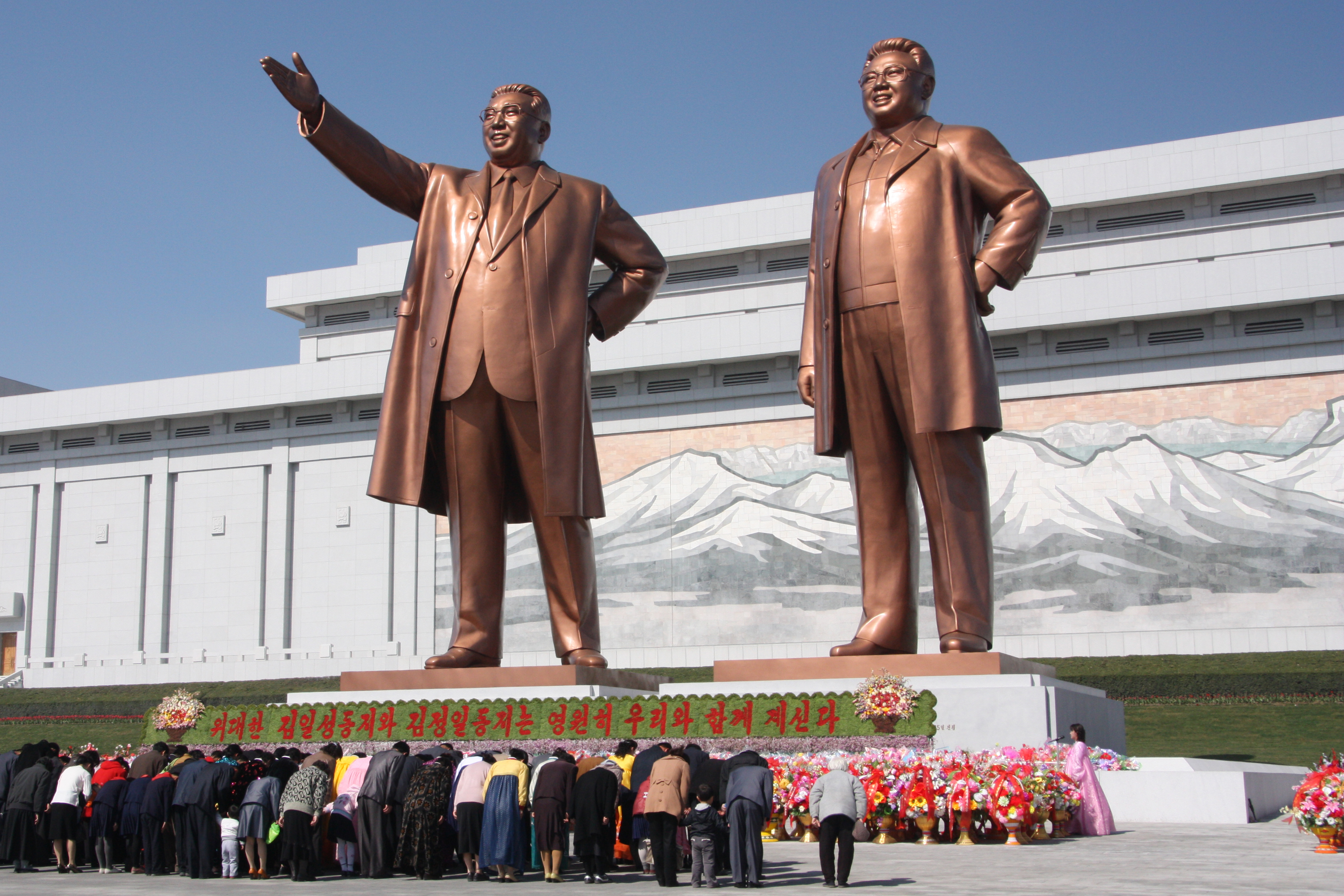
Los ciudadanos de Corea del Norte se inclinan ante las estatuas de los ex dictadores Kim Il-sung y Kim Jong-il en 2012.

Las dictaduras personalistas son regímenes en los que todo el poder está en manos de un solo individuo, que puede ser miembro de las fuerzas armadas o líder de un partido político. Sin embargo, ni el ejército ni el partido ejercen un poder independiente del dictador. En las dictaduras personalistas, el cuerpo de élite generalmente está compuesto por amigos cercanos o familiares del dictador o por personas designadas a dedo por este.
Como estos dictadores favorecen la lealtad sobre la competencia y, en general, desconfían de la intelectualidad, los miembros de la coalición ganadora no suelen tener una carrera política profesional y están mal equipados para gestionar las tareas del cargo que se les confiere. Sin el beneplácito del dictador nunca habrían adquirido una posición de poder. Una vez destituidos, las posibilidades de que mantengan su posición son escasas. El dictador lo sabe y, por tanto, utiliza estas tácticas de «divide y vencerás» para evitar que su círculo más cercano coordine acciones (como los golpes de Estado) contra él.[cita requerida]
El resultado es que estos regímenes no tienen controles internos y, por lo tanto, no tienen restricciones a la hora de ejercer la represión sobre su pueblo, de realizar cambios radicales en la política exterior o incluso de iniciar guerras (con otros países). Este proceso se conoce como selección negativa. Según un estudio de 2019, las dictaduras personalistas son más represivas que otras formas de dictadura.

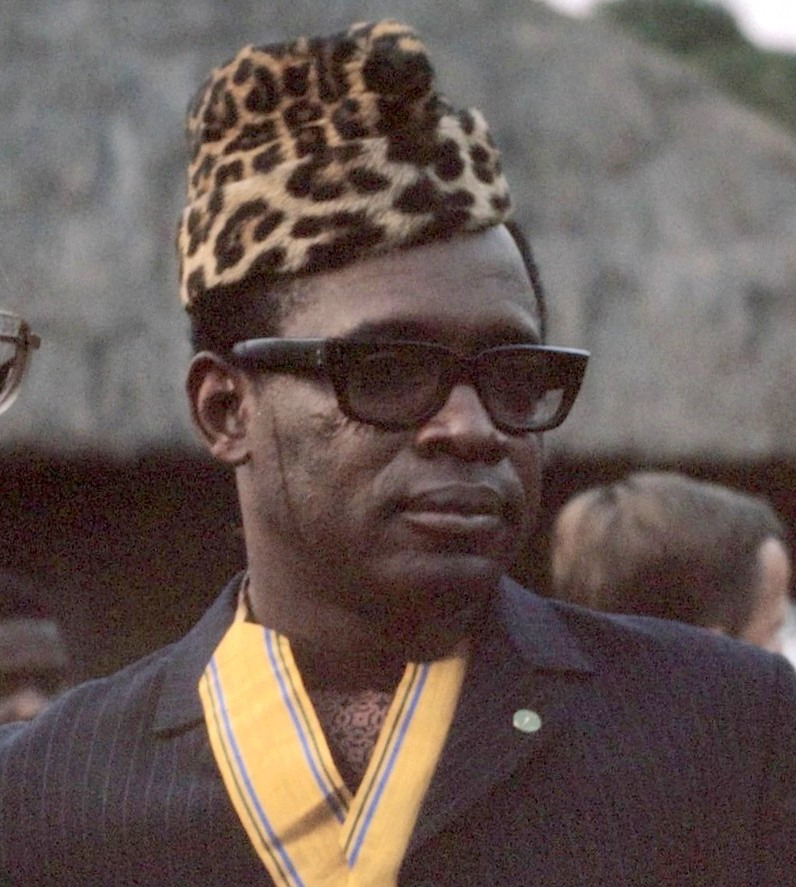
Mobutu Sese Seko, dictador de Zaire durante treinta y dos años, en 1973.

El cambio en la relación de poder entre el dictador y su círculo íntimo tiene graves consecuencias para el comportamiento de dichos regímenes en su conjunto. Muchos estudiosos han identificado formas en las que los regímenes personalistas difieren de otros regímenes en cuanto a su longevidad, métodos de designación, niveles de corrupción y propensión a los conflictos. La primera característica que puede identificarse es su relativa longevidad. Por ejemplo, Mobutu Sese Seko gobernó Zaire durante 32 años,  Rafael Trujillo la República Dominicana durante 31 años y la familia Somoza se mantuvo en el poder en Nicaragua durante 42 años. Incluso cuando se trata de ejemplos extremos, los regímenes personalistas, cuando se consolidan, tienden a durar más tiempo. Barbara Geddes, calculando la duración de los regímenes entre 1946 y 2000, encontró que mientras los regímenes militares permanecen en el poder una media de 8,5 años, los regímenes personalistas sobreviven casi el doble: una media de 15 años. Los regímenes de partido único, en cambio, solían tener una vida de casi 24 años. Las monarquías no se incluyeron en esa investigación, pero un estudio similar establece su duración media en 25,4 años. Esto puede parecer sorprendente, ya que normalmente los regímenes personalistas se consideran de los más frágiles porque no poseen instituciones eficaces ni una base de apoyo significativa en la sociedad. Los estudios sobre la probabilidad de su ruptura han encontrado resultados mixtos: en comparación con otros tipos de regímenes, son los más resistentes a la fragmentación interna, pero más vulnerables a los choques externos que los regímenes de partido único o militares.[cita requerida]
La segunda característica es que estos regímenes se comportan de forma diferente en cuanto a las tasas de crecimiento. Con un liderazgo equivocado, algunos regímenes dilapidan los recursos económicos de su país y hacen que el crecimiento se detenga prácticamente. Sin ningún tipo de control y equilibrio en su gobierno, estos dictadores no tienen oposición a nivel nacional cuando se trata de desatar la represión o incluso iniciar guerras.

### Dictaduras de base étnica
Se trata de regímenes autoritarios en los que una etnia asegura su supremacía sobre otras recurriendo a la fuerza. Los casos más frecuentes se dieron en los países descolonizados de África y Asia, en la década de 1960, durante la Guerra Fría, y generalmente adoptaron la forma de una dictadura militar. Como ha señalado Jaume Colomer, «en muchas de estas situaciones el Estado como tal no existe. Y el Ejército se asemeja más a una banda armada que a una institución». Como ejemplo más representativos se suelen citar los casos de la República Centroafricana, República Democrática del Congo, Liberia, Somalia, Ruanda o Burundi.

### «Dictaduras de la manipulación» (spin dictatorship) vs. «dictaduras del miedo» (fear dictatorship)

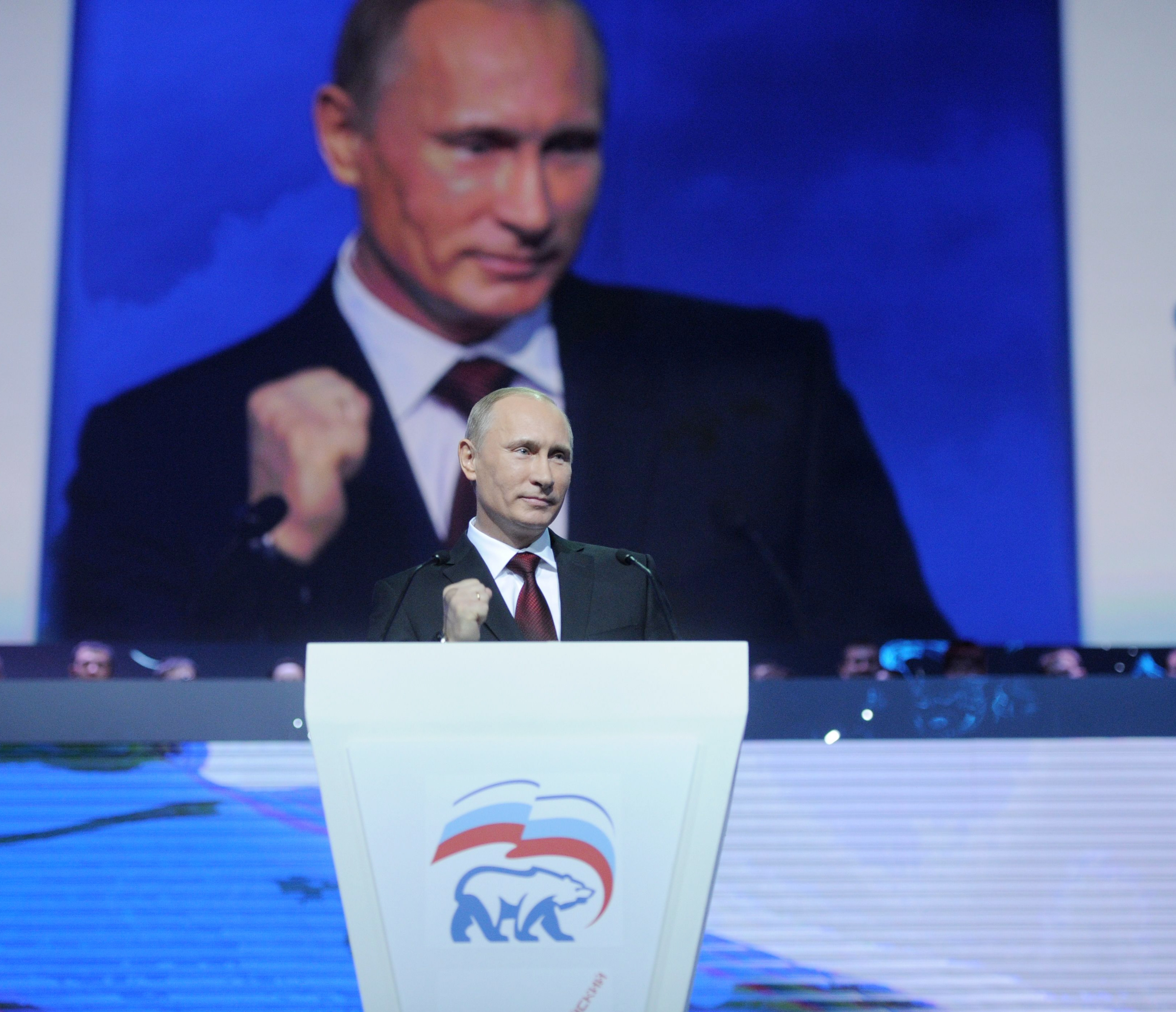
Vladímir Putin pronunciando un discurso en el congreso de 2011 de su partido Rusia Unida.

«Dictadura de la manipulación» (spin dictatorship) es un concepto acuñado por Sergei Guriev y Daniel Treisman para definir a las «nuevas dictaduras» surgidas a finales del siglo XX y que en lo que va de siglo XXI se ha convertido en el tipo dominante frente a las «dictaduras del miedo» (fear dictatorship), el modelo típico del siglo XX. Si en las «dictaduras del miedo» los dictadores imponen su poder sobre la población mediante la represión violenta, la intimidación, la coerción e, incluso, mediante el terror, en las «dictaduras de la manipulación» los dictadores se sostienen conformando la opinión pública para conseguir que la población los apruebe e incluso los apoye con entusiasmo. En lugar de denigrar la democracia o de subvertir su significado, como hacían los «dictadores del miedo», se presentan como demócratas: celebran elecciones, permiten ciertos niveles de crítica, dejan algún margen a los grupos de oposición, etc. «Los dictadores de la manipulación no son tiranos violentos de la vieja escuela que han aprendido trucos nuevos. Lo que han creado es una estrategia distinta e internamente coherente. Los elementos clave —la manipulación de los medios de comunicación, la gestión de la popularidad, la simulación de la democracia, la limitación de la violencia pública y la apertura al mundo— se complementan para producir un modelo de gobernanza no libre que se está propagando», aseguran Guriev y Treisman, que ponen como ejemplos de spin dictators a Lee Hsien Loong (Singapur), Hugo Chávez (Venezuela), Viktor Orbán (Hungría) y Vladímir Putin (Rusia).
En el cuadro siguiente se exponen las diferencias entre los dos tipos de dictaduras:
| Dictaduras del miedo (fear dictatorship)                                  | Dictaduras de la manipulación (spin dictatorship)                                   |
| Gobierno a través del miedo                                               | Gobierno a través de la manipulación                                                |
| Mucha represión violenta; muchos asesinatos y presos políticos            | Poca represión violenta; pocos asesinatos y presos políticos                        |
| Violencia publicitada para disuadir a los demás                           | Violencia ocultada para mantener la imagen de liderazgos ilustrado                  |
| Censura generalizada                                                      | Se permiten algunos medios de comunicación opositores                               |
| Censura pública; quema de libros; prohibiciones oficiales                 | Censura encubierta; captación de medios de comunicación privados cuando es posible. |
| La ideología oficial a veces se impone                                    | No hay ideología oficial                                                            |
| Propaganda agresiva combinada con rituales de lealtad                     | Propaganda más sutil para fomentar la imagen de líder competente                    |
| Ridiculización de la democracia liberal                                   | Simulacro de democracia                                                             |
| Los flujos internacionales de personas e información se suelen restringir | Normalmente abiertas a los flujos internacionales de personas e información         |

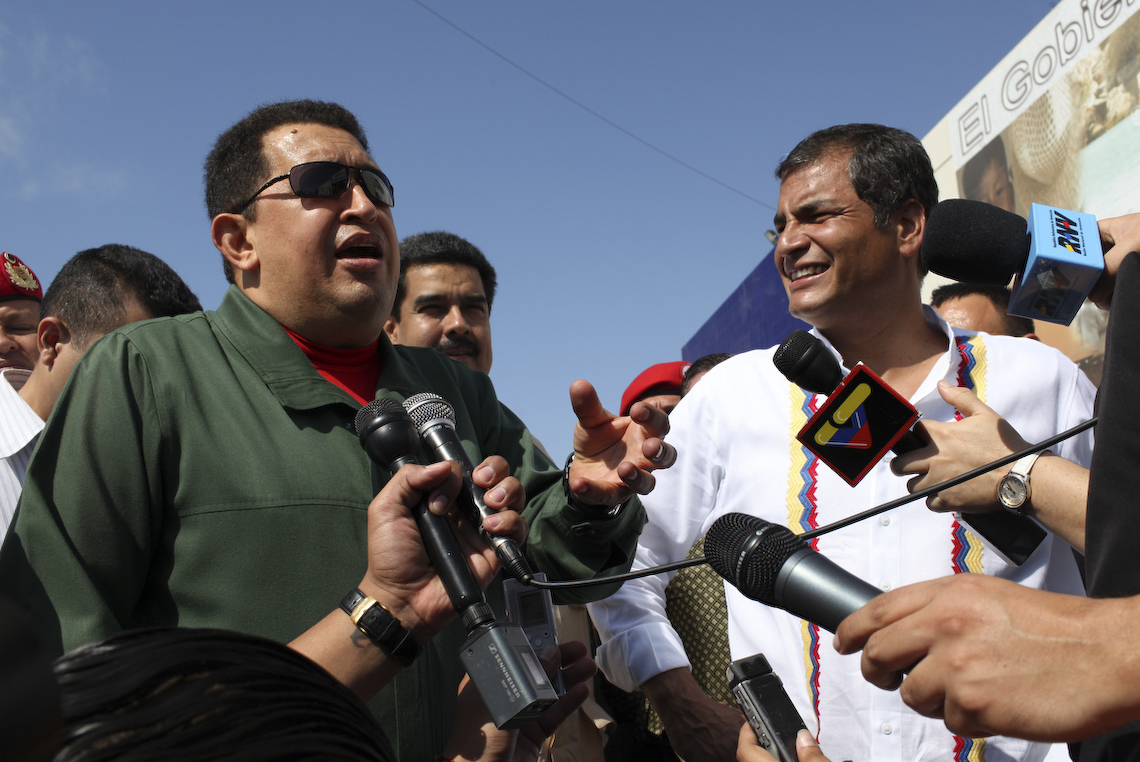
El presidente de Venezuela Hugo Chávez (izquierda) junto a Rafael Correa (derecha), presidente de Ecuador, en un encuentro oficial de 2011. En segundo plano Nicolás Maduro, sucesor de Chávez.

Para mantenerse en el poder los «dictadores de la manipulación» siguen cinco reglas fundamentales, según Guriev y Treisman: ser popular (controlando, con discreción, los medios de comunicación y recurriendo a métodos sutiles de propaganda, cercanos a las técnicas publicitarias), utilizar su popularidad para consolidar el poder (promoviendo cambios constitucionales, nombrando personas leales en los tribunales y organismos reguladores, recurriendo al gerrymandering, etc.), fingir ser democrático (celebrando elecciones periódicamente, que siempre ganan), abrirse al mundo (encontrando la manera de beneficiarse de los flujos de personas, capital y datos procedentes del exterior y buscando el apoyo de grupos políticos y financieros extranjeros potencialmente favorables a ellos) y evitar la represión violenta, o al menos ocultarla o camuflarla cuando se recurre a ella (por ejemplo, aportando pruebas falsas que lleven a la condena y encarcelamiento de sus opositores por delitos comunes, como fraude o evasión fiscal).
«La esencia de la dictadura de la manipulación es ocultar la autocracia dentro de instituciones formalmente democráticas. Los autoritarios modernos manipulan las elecciones, desactivan los controles y equilibrios, reescriben las constituciones y llenan los tribunales de personas leales. [...] Evitan la democracia fingiéndola», concluyen Guriev y Treisman.

## Medición de dictaduras
Una de las tareas de la ciencia política es medir y clasificar los regímenes como dictaduras o democracias. Freedom House, Índice de democracia, Polity IV y Democracy-Dictatorship Index son cuatro de las series de datos más utilizadas por los politólogos. En general, existen dos enfoques de investigación: el enfoque minimalista, que se centra en si un país tiene elecciones continuas que son competitivas, y el enfoque sustantivo, que amplía el concepto de democracia para incluir los derechos humanos, la libertad de prensa y el estado de derecho . El índice Democracia-Dictadura se ve como un ejemplo del enfoque minimalista, mientras que la serie de datos Polity usa el otro enfoque.

## Historia

### Primeras dictaduras

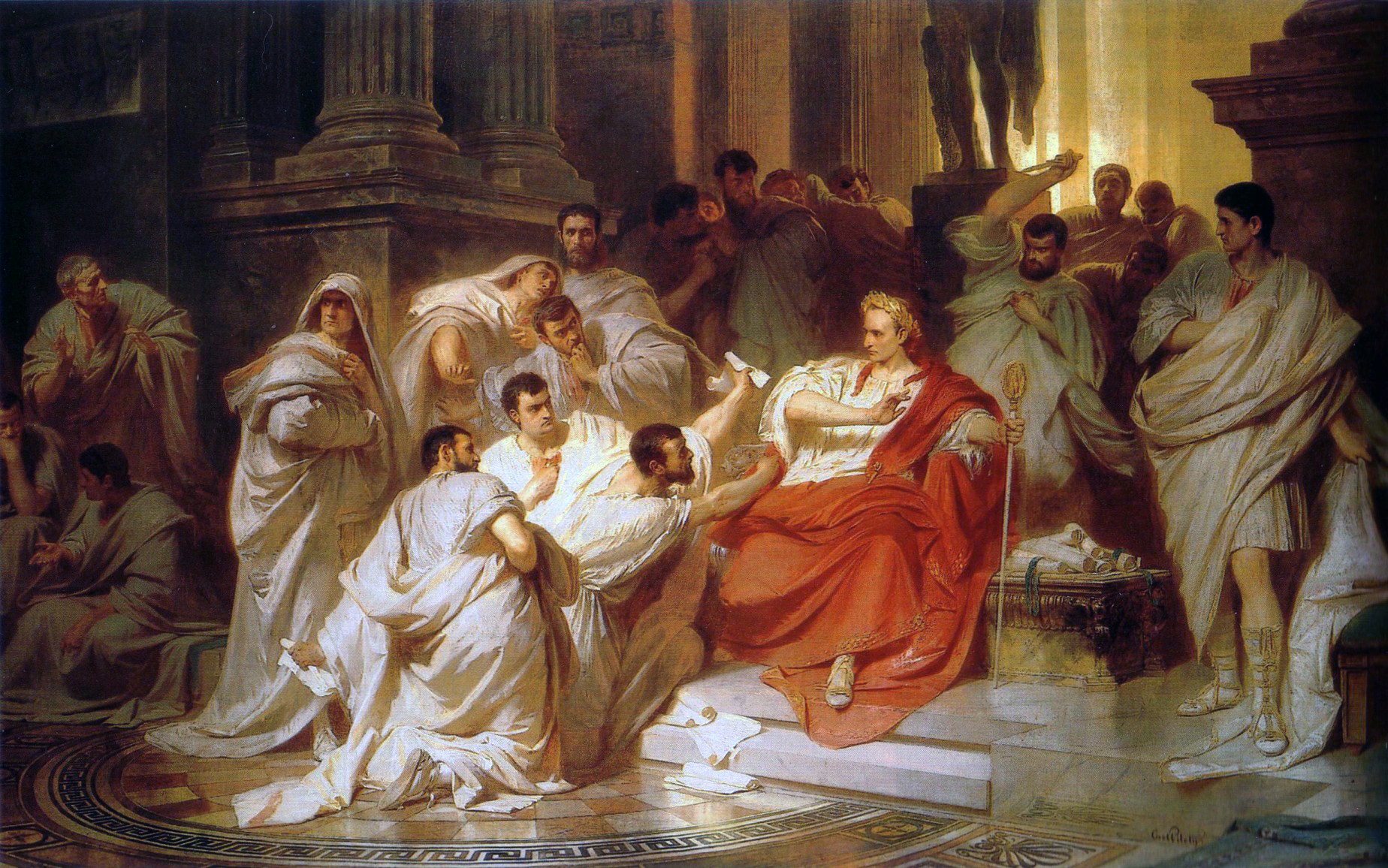
Muerte de Julio César, de Carl Theodor von Piloty (1865).

La dictadura se asocia históricamente con el concepto de tiranía de la antigua Grecia, y varios gobernantes griegos antiguos han sido descritos como «tiranos» comparables a los dictadores modernos. El concepto de «dictador» se desarrolló por primera vez durante la República romana. Un dictador romano era un magistrado romano especial que era designado temporalmente por el cónsul en tiempos de crisis y al que se le otorgaba autoridad ejecutiva total. El papel de dictador se creó para casos en los que se necesitaba un solo líder para comandar y restaurar la estabilidad. Julio César subvirtió la tradición de las dictaduras temporales cuando fue nombrado dictator perpetuo, o dictador vitalicio, lo que llevó posteriormente a la creación del Imperio romano. En la antigua Roma, el gobierno de un dictador no se consideraba necesariamente tiránico, aunque en algunos relatos se lo ha descrito como una «tiranía temporal» o una «tiranía electiva».
Asia vivió varias dictaduras militares durante la era posclásica. Corea experimentó dictaduras militares bajo el gobierno de Yeon Gaesomun en el siglo VII y bajo el gobierno del régimen militar de Goryeo en los siglos XII y XIII. Los shogun fueron dictadores militares de facto en Japón a partir de 1185 y continuaron durante más de seiscientos años. Durante la Dinastía Lê de Vietnam, entre los siglos XVI y XVIII, el país estuvo bajo el gobierno militar de facto de dos familias militares rivales: los señores Trịnh en el norte y los señores Nguyễn en el sur.
En Europa, la Commonwealth of England bajo Oliver Cromwell, formada en 1649 después de la segunda guerra civil inglesa, ha sido descrita como una dictadura militar por sus oponentes contemporáneos y por algunos académicos modernos. Maximilien Robespierre ha sido descrito de manera similar como un dictador mientras controlaba la Convención Nacional en Francia y llevó a cabo el «Reinado del Terror» en 1793 y 1794.

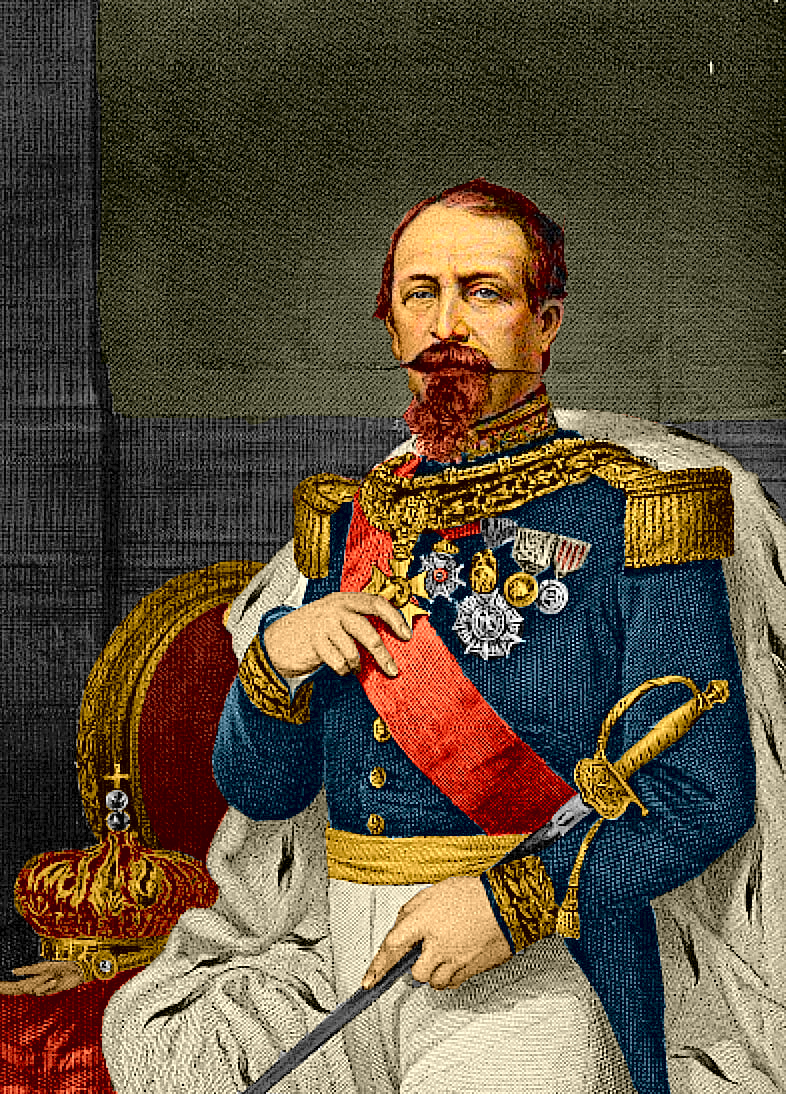
Retrato oficial del emperador francés Napoleón III.

La dictadura se desarrolló como una forma importante de gobierno en el siglo XIX, aunque el concepto no era visto universalmente de manera peyorativa en ese momento, ya que se entendía que existía tanto un concepto tiránico como un concepto cuasi constitucional de dictadura. En Europa, se lo solía considerar en términos de bonapartismo y cesarismo, donde el primero describía el gobierno militar de Napoleón y el segundo el gobierno imperial de Napoleón III, en la línea de Julio César.
Las guerras de independencia hispanoamericanas tuvieron lugar a principios del siglo XIX y dieron origen a muchos gobiernos latinoamericanos nuevos. Muchos de estos gobiernos cayeron bajo el control de caudillos o dictadores personalistas. La mayoría de los caudillos provenían de un entorno militar y su gobierno se asociaba típicamente con la pompa y el glamur. Los caudillos a menudo estaban nominalmente limitados por una constitución, pero el caudillo tenía el poder de redactar una nueva constitución a su antojo. Muchos son conocidos por su crueldad, mientras que otros son honrados como héroes nacionales.

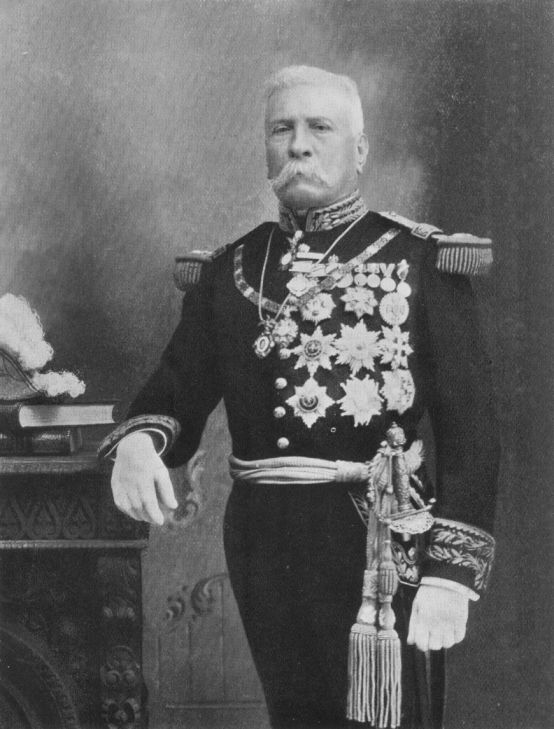
El dictador mexicano Porfirio Díaz fue presidente de México por más de 30 años, haciendo de México una dictadura.

### Período de entreguerras (1918-1945)

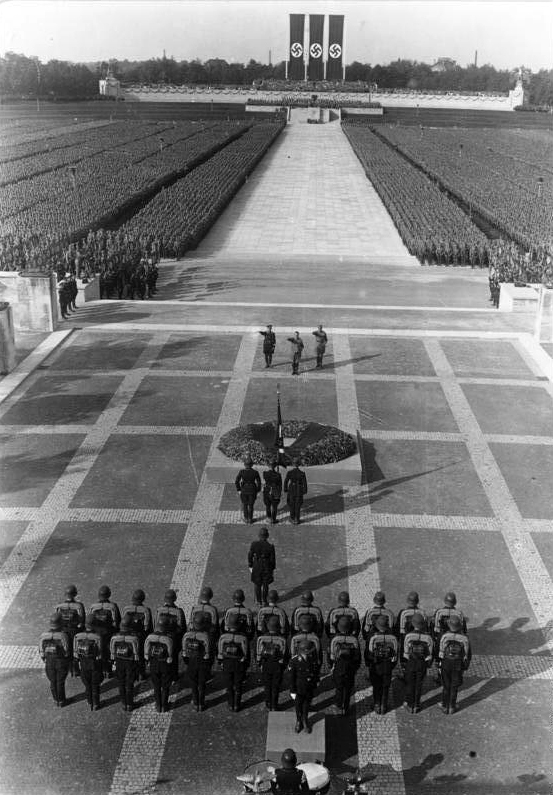
Ceremonia en honor de los caídos (Totenehrung) en el Campo Zeppelín de Núremberg (Alemania nazi, septiembre de 1934).

Después de la Primera Guerra Mundial tuvo lugar la «primera ola democratizadora», cuando surgieron nuevos Estados y los ya constituidos ampliaron el derecho al voto —de hecho en 1900 solo cinco países tenían sufragio universal masculino (Francia, Bélgica, Suiza, Grecia y Canadá)—. Pero pronto fue seguida de una «ola autoritaria» durante la cual surgieron tres tipos nuevos regímenes: el comunista (cuya máxima expresión fue la dictadura de Stalin), el fascista (cuyos máximos exponentes fueron la Alemania nazi, encabezada por Hitler, y la Italia fascista, liderada por Mussolini) y el corporativista (como el Estado Nuovo de Oliveira Salazar en Portugal, y la dictadura del general Franco en España). Los dos primeros eran totalitarios en cuanto que pretendían una transformación completa de la sociedad. El tercero, en cambio, solo pretendía desmovilizar a las masas.

### Guerra Fría (1945-1991)

Fidel Castro, el segundo gobernante no monárquico con mayor tiempo en el poder, con un total de 49 años al frente de Cuba.

Tras la Segunda Guerra Mundial desaparecieron las dictaduras fascistas, derrotadas en la contienda. Sobrevivieron, en cambio, las dictaduras de Oliveira Salazar y del general Franco y las dictaduras comunistas se extendieron por Europa Oriental, Asia (República Popular China, Corea del Norte, Vietnam), África (Etiopía) y América (Cuba).
En las décadas de los sesenta y setenta se propagaron las dictaduras militares por América del Sur (lo que dejó su huella en la literatura latinoamericana, con el subgénero de la novela del dictador, y en el cine) y, bajo diversos tipos, en varios de los nuevos estados de África y Asia nacidos de los procesos de descolonización. Un ejemplo fue la dictadura de Mobutu Sese Seko en Zaire entre 1965 hasta 1997, que destacó por su elevado nivel de corrupción. Como han señalado Sergei Guriev y Daniel Treisman, «las frágiles repúblicas poscoloniales cayeron en manos de despiadados hombres fuertes, y las juntas militares se hicieron con el poder en una América Latina económicamente inestable. En esta cohorte de dictadores, algunos pretendían, al igual que los comunistas y los fascistas, movilizar al pueblo para que los apoyaran activamente. Otros, como los corporativistas, trataron de acallarlos».
Sin embargo, a partir de 1974, el año en que la Revolución de los Claveles puso fin a la dictadura salazarista portuguesa, se desarrolló la «tercera ola democratizadora» que culminó en 1989-1991 con la caída de los regímenes comunistas de Europa Oriental y la desintegración de la URSS. Durante la misma cayeron también las dictaduras latinoamericanas y las de varios países de África y de Asia.

### Posguerra fría ysigloXXI
A partir de la última década del siglo XX y a lo largo del siglo XXI ha surgido un nuevo tipo de dictadura que Sergei Guriev y Daniel Treisman han denominado «dictadura de la manipulación» (spin dictatorship), por oposición a las «dictaduras del miedo» (fear dictatorship) que son las que habían predominado hasta entonces. Lo que las distingue de estas últimas es que los dictadores no recurren (con preferencia) a la coerción para mantenerse en el poder, sino que «distorsionan la información para aumentar su popularidad entre el público general y utilizan esa popularidad para consolidar el control político, a la vez que fingen ser democráticos, evitan o al menos camuflan la represión violenta e incorporan a sus países al mundo exterior».

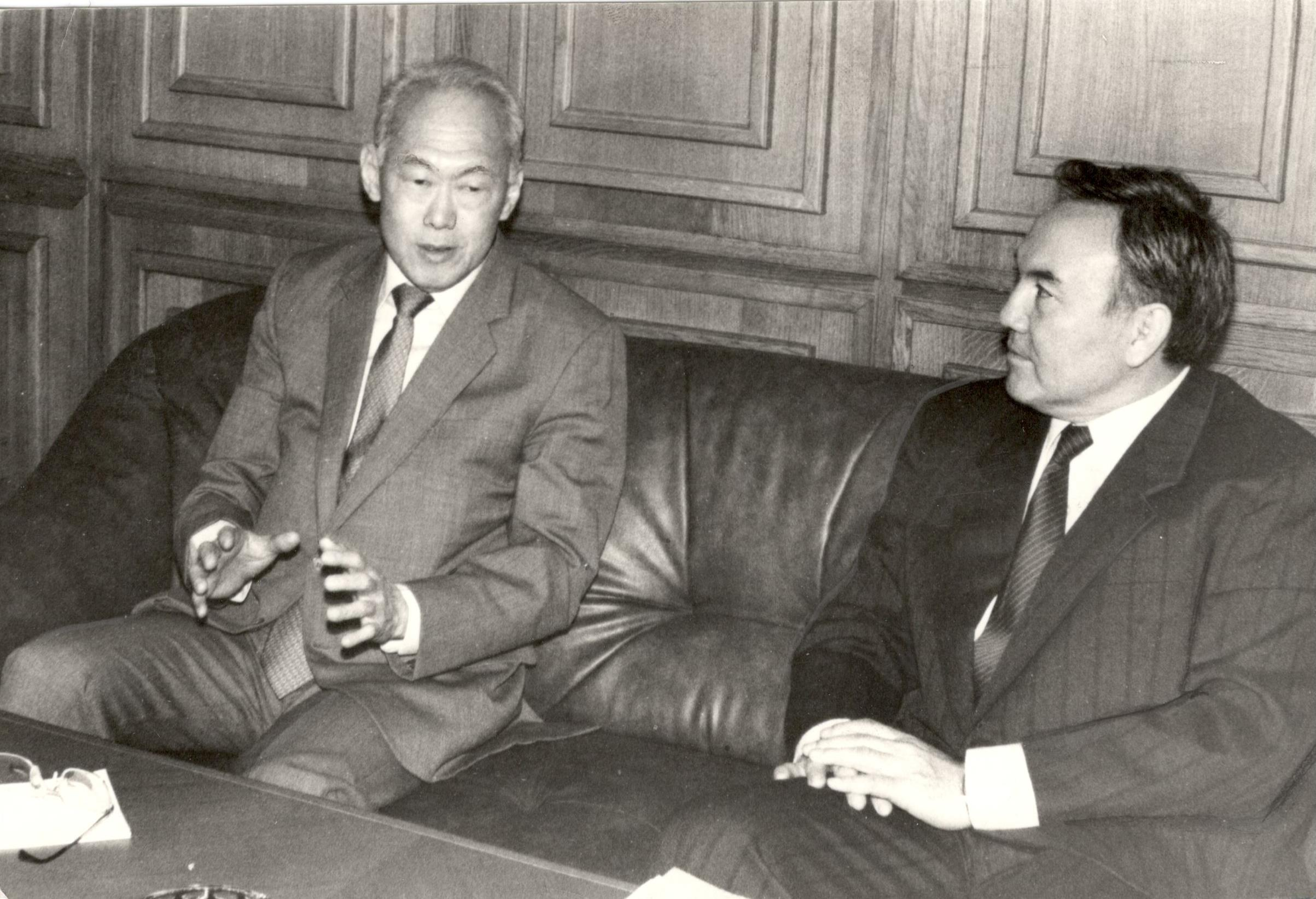
Lee Kuan Yew (izquierda), spin dictator de Singapur, junto a Nursultán Nazarbáyev, spin dictator de Kazajistán, durante un encuentro oficial (fotografía tomada posiblemente en la década de 1990).

Aunque se puede encontrar algún antecedente en el pasado como el tirano ateniense Pisístrato o el emperador francés Napoleón III, Guriev y Treisman señalan entre los «dictadores de la manipulación» a los siguientes gobernantes: Lee Kuan Yew, que gobernó Singapur entre 1959 y 1990, al que consideran el «pionero» de estas «nuevas dictaduras» y cuyo modelo fue continuado por sus sucesores Goh Chok Tong (1990-2004), Lee Hsien Loong (2004-2024) y Lawrence Wong (desde 2024); Mahathir Mohamad (1981-2003) en Malasia y sus sucesores, Abdullah Ahmad Badawi (2003-2009) y Najib Razak (2009-2018); Nursultán Nazarbáyev (1992-2019) en Kazajistán;  Hugo Chávez (1999-2013) y su sucesor Nicolás Maduro (desde 2013) en Venezuela; Recep Tayyip Erdogan (desde 2003) en Turquía; Viktor Orbán (desde 2010) en Hungría; Vladímir Putin (desde 2000) en Rusia; Rafael Correa (2007-2017) en Ecuador y Alberto Fujimori (1992-2000), otro de los pioneros junto con Lee Kuan Yew, en Perú. «Algunos de estos líderes heredaron sistemas más o menos democráticos y los convirtieron en dictaduras de la manipulación. Otros no necesitaron hacerlo», advierten Guriev y Treisman.
Guriev y Treisman consideran que las «dictaduras de la manipulación» le están ganando terreno a las «dictaduras del miedo», pero estas no han desaparecido. El caso paradigmático sería el de Corea del Norte. También señalan a la China de Xi Jinping (en el poder desde 2013) y a la Arabia Saudí de Mohamed bin Salmán (en el poder desde 2017) como más cercanas a la «dictadura del miedo» que a la «dictadura de la manipulación». «Pekín y Riad, si bien está modernizando la dictadura del miedo, siguen comprometidos con su principio fundamental», apuntan.

## Legitimidad y estabilidad
Varios factores determinan la estabilidad de una dictadura y deben mantener algún grado de apoyo popular para evitar que crezcan los grupos de resistencia. Esto puede asegurarse a través de incentivos, como la distribución de recursos financieros o promesas de seguridad, o puede ser a través de la represión, en la que se castiga la falta de apoyo al régimen. La estabilidad puede debilitarse cuando los grupos de oposición crecen y se unifican o cuando las élites no son leales al régimen. Las dictaduras unipartidistas son generalmente más estables y duran más que las dictaduras militares o personalistas.
Una dictadura puede caer por un golpe militar, una intervención extranjera, una negociación o una revolución popular. Un golpe militar a menudo se lleva a cabo cuando un régimen amenaza la estabilidad del país o durante períodos de inestabilidad social. La intervención extranjera tiene lugar cuando otro país busca derrocar un régimen invadiendo el país o apoyando a la oposición. Un dictador puede negociar el fin de un régimen si éste ha perdido legitimidad o si parece probable una destitución violenta. La revolución tiene lugar cuando el grupo de oposición crece lo suficiente como para que las élites del régimen no puedan reprimirlo o decidan no hacerlo. Las destituciones negociadas tienen más probabilidades de terminar en democracia, mientras que las destituciones por la fuerza tienen más probabilidades de resultar en un nuevo régimen dictatorial. Es más probable que un dictador que ha concentrado un poder significativo sea exiliado, encarcelado o asesinado después de su derrocamiento y en consecuencia, es más probable que se niegue a negociar y se aferre al poder.
Las dictaduras suelen ser más agresivas que la democracia cuando están en conflicto con otras naciones, ya que los dictadores no tienen que temer los costos electorales de la guerra. Las dictaduras militares son más propensas al conflicto debido a la fuerza militar inherente asociada con dicho régimen y las dictaduras personalistas son más propensas al conflicto debido a las instituciones más débiles para controlar el poder del dictador. En el siglo XXI, las dictaduras se han movido hacia una mayor integración con la comunidad global y cada vez más intentan presentarse como democráticas. Las dictaduras suelen recibir ayuda exterior con la condición de que avancen hacia la democratización. Un estudio encontró que las dictaduras que se dedican a la extracción de petróleo tienen más probabilidades de permanecer en el poder, con el 70,63 % de los dictadores que se dedican a la extracción de petróleo aún en el poder después de 5 años de dictadura, mientras que solo el 59,92 % de los dictadores que no producen petróleo sobrevivir los primeros 5 años.

### Simulacro de elecciones

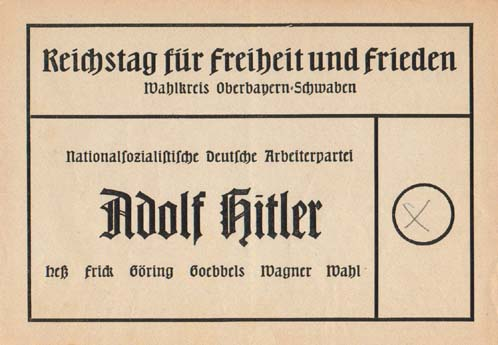
Un papelito electoral en las Elecciones y referéndum de Alemania de 1936. Adolf Hitler y su círculo íntimo son la única opción.

Para dotarse de cierta legitimidad algunas dictaduras celebran un simulacro de elecciones ya que en ellas solo se vota una única lista, la que presenta el partido único (el PNF en la Italia Fascista, el NSDAP en la Alemania nazi, el PCUS, en la Unión Soviética, o el PCC en la Cuba castrista). Otras ni se molestan en hacerlo como Mao Zedong en la China Comunista o el general Franco en la España franquista.
El simulacro de elecciones respalda la legitimidad de una dictadura al presentar la imagen de una «democracia», estableciendo una negación plausible de su condición de dictadura tanto para la población como para los gobiernos extranjeros. En las contadas ocasiones en que se presenta más de una lista electoral las dictadura manipulan los resultados a través del fraude electoral, la intimidación o el soborno de candidatos y votantes, el uso de recursos estatales como el control de los medios, la manipulación de las leyes electorales o la restricción de quién puede postularse como candidato .
Desde el final de la Guerra Fría, más dictaduras han establecido elecciones «semi-competitivas» en las que la oposición puede participar en las elecciones pero no ganar, impidiéndoles hacer campaña, prohibiendo los partidos de oposición más populares, impidiendo que los miembros de la oposición formen un partido o exigiendo que los candidatos sean miembros del partido gobernante. Las dictaduras pueden celebrar elecciones semicompetitivas para calificar como extranjeras, para demostrar el control de un dictador sobre el gobierno o para incentivar al partido a expandir su capacidad de recopilación de información, particularmente a nivel local. Las elecciones semicompetitivas también tienen el efecto de incentivar a los miembros del partido gobernante a brindar un mejor trato a los ciudadanos para que sean elegidos como candidatos del partido debido a su popularidad.

### Violencia

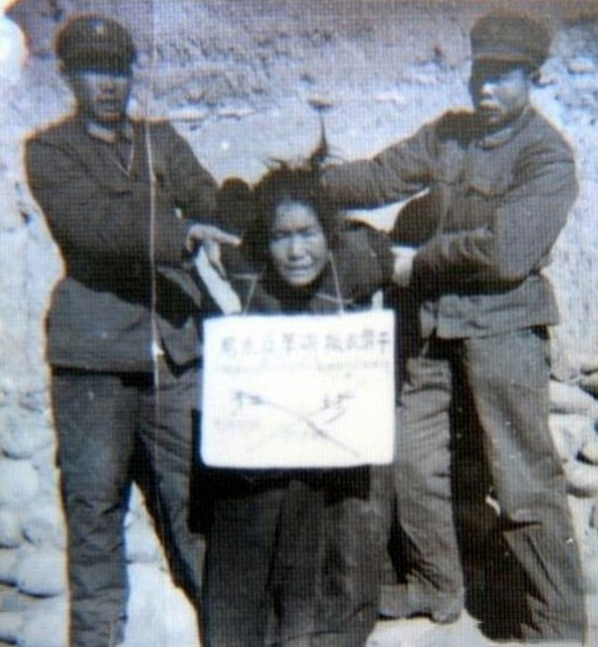
Mujer tibetana siendo sometida en una sesión de lucha durante la Revolución Cultural de Mao Zedong.

En una dictadura, la violencia se usa para coaccionar o reprimir toda oposición al gobierno del dictador y la fuerza de una dictadura depende de su uso de la violencia. Esta violencia se ejerce con frecuencia a través de instituciones como las fuerzas armadas o policiales. El uso de la violencia por parte de un dictador suele ser más grave durante los primeros años de una dictadura, porque el régimen aún no ha consolidado su gobierno y aún no se dispone de información más detallada sobre la coerción dirigida. A medida que la dictadura se afianza, se aleja de la violencia recurriendo al uso de otras medidas coercitivas, como restringir el acceso de las personas a la información y rastrear a la oposición política. Se incentiva a los dictadores a evitar el uso de la violencia una vez que se establece una reputación de violencia, ya que daña las otras instituciones de la dictadura y representa una amenaza para el gobierno del dictador si las fuerzas gubernamentales se vuelven desleales.
Las instituciones que coaccionan a la oposición mediante el uso de la violencia pueden cumplir diferentes funciones o pueden utilizarse para contrarrestarse entre sí a fin de evitar que una institución se vuelva demasiado poderosa. La policía secreta se utiliza para recopilar información sobre opositores políticos específicos y llevar a cabo actos de violencia dirigidos contra ellos, las fuerzas paramilitares defienden al régimen de los golpes de Estado y los militares formales defienden la dictadura durante las invasiones extranjeras y los principales conflictos civiles.
El terrorismo es menos común en las dictaduras. Permitir que la oposición tenga representación en el régimen, por ejemplo, a través de una legislatura, reduce aún más la probabilidad de ataques terroristas en una dictadura. Las dictaduras militares y de un solo partido tienen más probabilidades de experimentar terrorismo que las dictaduras personalistas, ya que estos regímenes están bajo más presión para experimentar cambios institucionales en respuesta al terrorismo.